# Station Balegem-Zuid
Station Balegem-Zuid is een spoorwegstation op spoorlijn 122 (Melle - Geraardsbergen) in Balegem, een deelgemeente van de Belgische gemeente Oosterzele (provincie Oost-Vlaanderen). Het is nu een stopplaats.
Balegem-Zuid bevindt zich op een ietwat geïsoleerde locatie midden de velden tussen Balegem in het noorden, Oombergen in het oosten, Elene in het zuiden en Velzeke-Ruddershove in het westen. Niettemin het vernoemd is naar Balegem (dat al een station heeft) is Elene het dichtstbijzijnde dorp. Het is opmerkelijk te noemen dat deze laatste plaats, ondanks de locatie aan dezelfde spoorlijn, nooit een eigen station gehad heeft.
Met 222 reizigers per gemiddelde werkdag (cijfers 2019) is het Balegem-Zuid een van de kleinere haltes in Vlaanderen.
De 2 perrons van halte Balegem-Zuid bevinden zich in een bajonetligging: beide perrons liggen aan weerszijden van de overweg. Zodoende blijft de overweg minder lang gesloten als een trein in het station stopt.
Aan de overkant van het perron naar Gent toe bevond zich vroeger het station. Bij de opening van de lijn door de Compagnie du chemin de fer de Braine-le-Comte à Gand werden overal trapgevelstations voorzien. Later zijn bij verbouwingen de trapgevels bijna overal verdwenen. Het station van Balegem-Zuid was identiek aan het stationsgebouw dat men nu nog vindt in Scheldewindeke. Voor de aankoop van vervoerbewijzen kan men terecht aan de aanwezige biljettenautomaat.
Anno 2009 staat enkel het wachthuisje nog overeind. Het is evenwel in erbarmelijke staat en wordt gedeeltelijk gebruikt als fietsenrek. Het perron naar Geraardsbergen toe is recent uitgerust met één schuilhokje van het type "Mechelen".
Naast het station ligt een terrein met grindverharding dat parking biedt voor 20 voertuigen.
Het Grote Treinrapport 2009 van de krant Het Nieuwsblad gaf deze stopplaats een zware onvoldoende, amper 0,7 op 10. Gehekeld werd het gebrek aan elementair comfort zoals bankjes, de onderkomen toestand van het wachthuisje en de grindperrons die de toegankelijkheid voor rolstoelgebruikers drastisch beperken.
Met de ingang van de nieuwe dienstregeling op 13 December 2020 werd het station samen met Landskouter (dat op dezelfde spoorlijn ligt) geopend in het weekend.

## Galerij

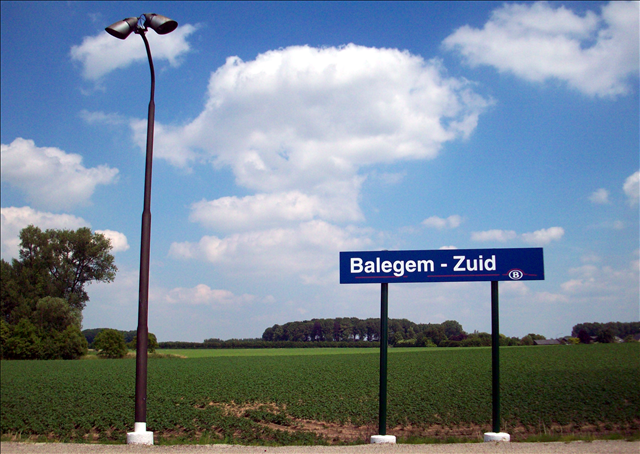
Plaatsnaambord
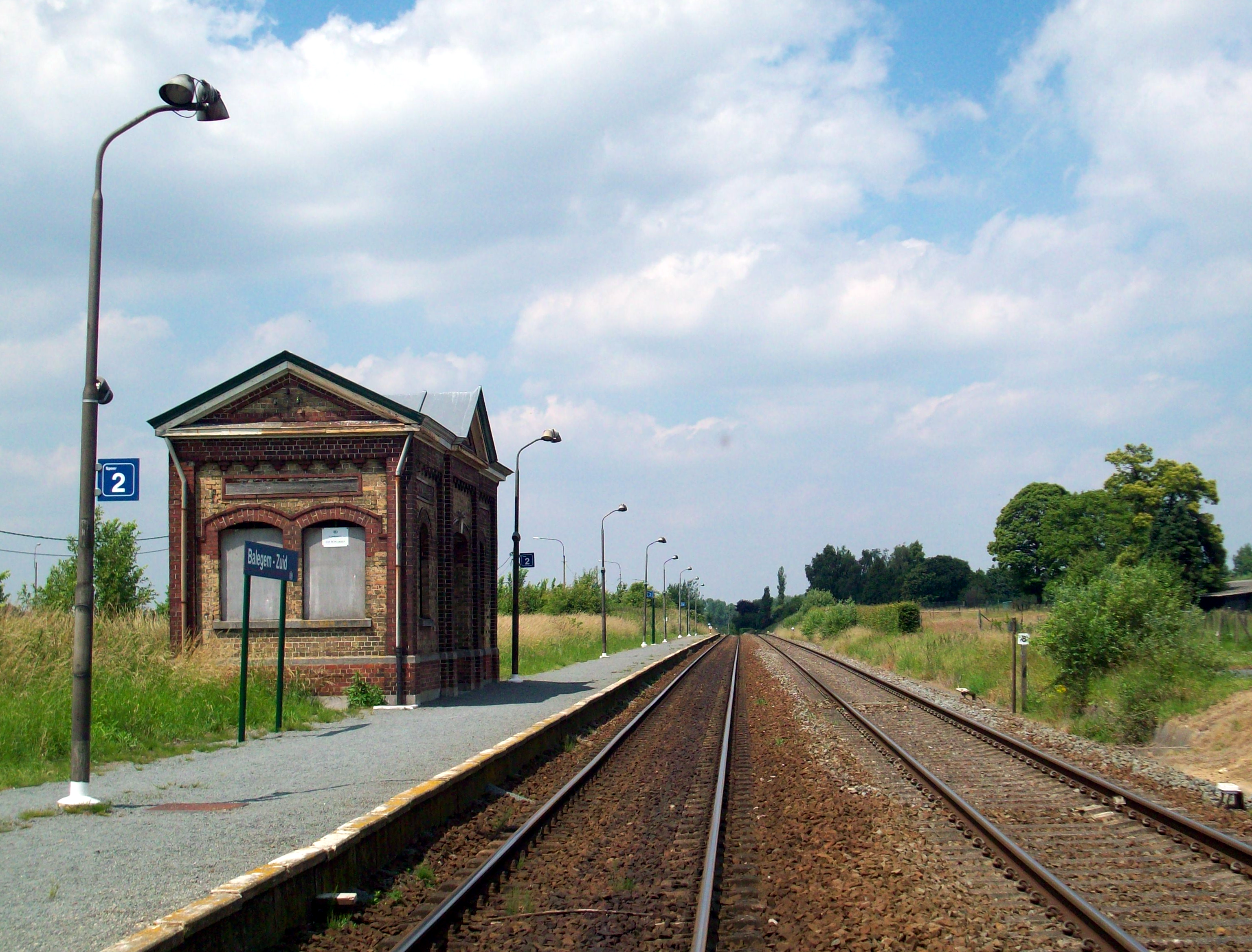
Zicht op perron en wachthuisje
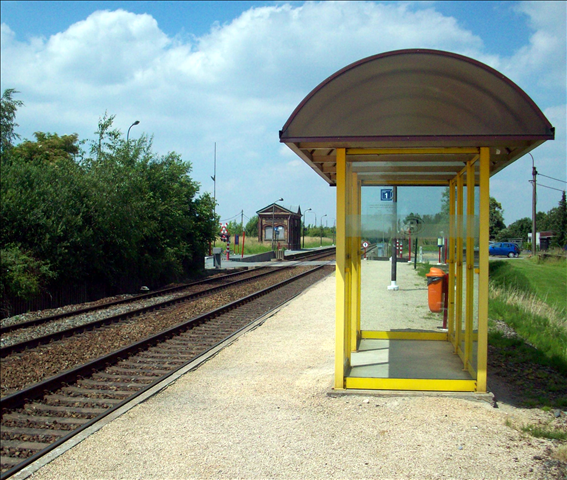
Nieuw schuilhuisje op het andere perron
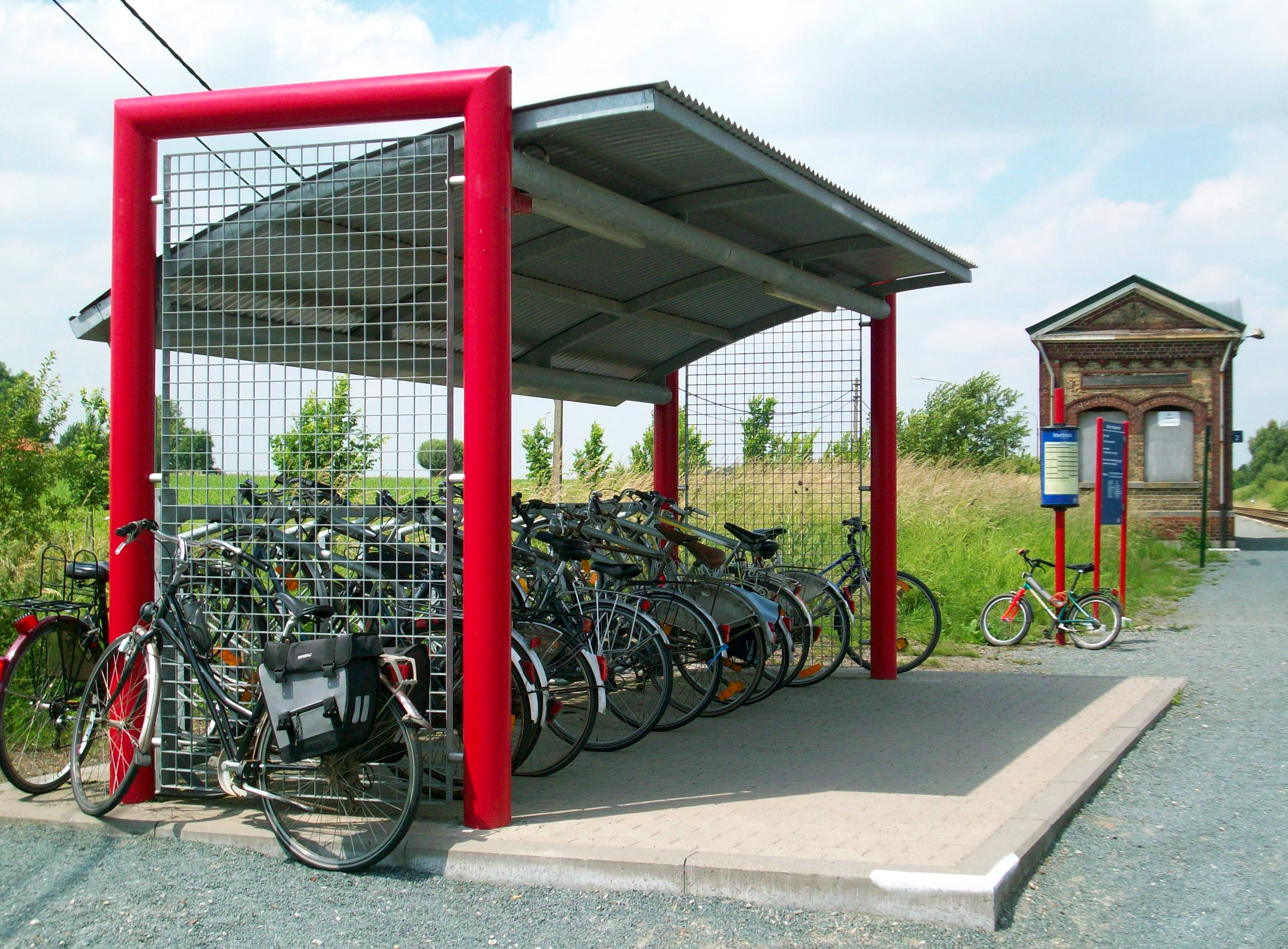
Fietsenstalling

## Treindienst
| Serie       | Treinsoort          | Route                                                        | Bijzonderheden             |
| ----------- | ------------------- | ------------------------------------------------------------ | -------------------------- |
| S 52        | S-trein Gent (NMBS) | Gent-Sint-Pieters – Balegem-Zuid – Zottegem – Geraardsbergen |                            |
| P 7960/8960 | Piekuurtrein (NMBS) | Geraardsbergen – Zottegem – Balegem-Zuid – Gent-Sint-Pieters | Rijdt alleen op werkdagen. |

## Reizigerstellingen
De grafiek en tabel geven het gemiddeld aantal instappende reizigers weer op een week-, zater- en zondag.
| Tabel: aantal instappende reizigers station Balegem-Zuid | Tabel: aantal instappende reizigers station Balegem-Zuid | Tabel: aantal instappende reizigers station Balegem-Zuid | Tabel: aantal instappende reizigers station Balegem-Zuid |
|                                                          | Weekdag                                                  | Zaterdag                                                 | Zondag                                                   |
| -------------------------------------------------------- | -------------------------------------------------------- | -------------------------------------------------------- | -------------------------------------------------------- |
| 1977                                                     | 116                                                      | 15                                                       | 9                                                        |
| 1978                                                     | 112                                                      | 10                                                       | 6                                                        |
| 1979                                                     | 108                                                      | 10                                                       | 11                                                       |
| 1980                                                     | 114                                                      | 14                                                       | 11                                                       |
| 1981                                                     | 127                                                      | 10                                                       | 24                                                       |
| 1982                                                     | 130                                                      | 14                                                       | 8                                                        |
| 1983                                                     | 137                                                      | 12                                                       | 12                                                       |
| 1984                                                     | 131                                                      | 9                                                        | 4                                                        |
| 1985                                                     | 79                                                       | 12                                                       | 4                                                        |
| 1986                                                     | 90                                                       | 5                                                        | 4                                                        |
| 1987                                                     | 94                                                       | 8                                                        | 6                                                        |
| 1988                                                     | 103                                                      | 26                                                       | 24                                                       |
| 1989                                                     | 103                                                      | 6                                                        | 13                                                       |
| 1990                                                     | 87                                                       | 8                                                        | 8                                                        |
| 1991                                                     | 83                                                       | 13                                                       | 12                                                       |
| 1992                                                     | 74                                                       | 12                                                       | 10                                                       |
| 1993                                                     | 83                                                       | 17                                                       | 10                                                       |
| 1994                                                     | 63                                                       | -                                                        | -                                                        |
| 1995                                                     | 85                                                       | -                                                        | -                                                        |
| 1996                                                     | 67                                                       | -                                                        | -                                                        |
| 1997                                                     | 80                                                       | -                                                        | -                                                        |
| 1998                                                     | 70                                                       | -                                                        | -                                                        |
| 1999                                                     | 66                                                       | -                                                        | -                                                        |
| 2000                                                     | 70                                                       | -                                                        | -                                                        |
| 2001                                                     | 64                                                       | -                                                        | -                                                        |
| 2002                                                     | 64                                                       | -                                                        | -                                                        |
| 2003                                                     | 74                                                       | -                                                        | -                                                        |
| 2004                                                     | 60                                                       | -                                                        | -                                                        |
| 2005                                                     | 85                                                       | -                                                        | -                                                        |
| 2006                                                     | 70                                                       | -                                                        | -                                                        |
| 2007                                                     | 76                                                       | -                                                        | -                                                        |
| 2008                                                     | -                                                        | -                                                        | -                                                        |
| 2009                                                     | 156                                                      | -                                                        | -                                                        |
| 2010                                                     | -                                                        | -                                                        | -                                                        |
| 2011                                                     | -                                                        | -                                                        | -                                                        |
| 2012                                                     | 149                                                      | -                                                        | -                                                        |
| 2013                                                     | 183                                                      | -                                                        | -                                                        |
| 2014                                                     | 202                                                      | -                                                        | -                                                        |
| 2015                                                     | 153                                                      | -                                                        | -                                                        |
| 2016                                                     | 157                                                      | -                                                        | -                                                        |
| 2017                                                     | 176                                                      | -                                                        | -                                                        |
| 2018                                                     | 189                                                      | -                                                        | -                                                        |
| 2019                                                     | 222                                                      | -                                                        | -                                                        |
| 2020                                                     | 116                                                      | -                                                        | -                                                        |
| 2021                                                     | -                                                        | -                                                        | -                                                        |
| 2022                                                     | 156                                                      | 48                                                       | 44                                                       |
| 2023                                                     | 171                                                      | 57                                                       | 49                                                       |
| 2024                                                     | 171                                                      | 37                                                       | 56                                                       |

1,5: Gontrode ·
2,8: Landskouter ·
4,8: Moortsele ·
6,7: Scheldewindeke ·
8,9: Balegem-Dorp ·
11,8: Balegem-Zuid ·
15,4: Zottegem ·
18,4: Erwetegem ·
19,6: Sint-Maria-Oudenhove ·
22,0: Lierde ·
24,4: Hemelveerdegem ·
25,0: Gemeldorp ·
28,5: Geraardsbergen